# Stierjoch
Stierjoch är ett berg i Österrike, på gränsen till Tyskland. Det ligger i den västra delen av landet, 400 km väster om huvudstaden Wien. Toppen på Stierjoch är 1 908 meter över havet, eller 287 meter över den omgivande terrängen. Bredden vid basen är 2,5 km. Stierjoch ingår i Nordtiroler Kalkalpen.
Terrängen runt Stierjoch är varierad. Runt Stierjoch är det ganska glesbefolkat, med 42 invånare per kvadratkilometer.. Närmaste större samhälle är Achenkirch, 14,2 km öster om Stierjoch. 
I omgivningarna runt Stierjoch växer i huvudsak blandskog.